# Années 1880 en sociologie
Ci-dessous figurent les événements relatifs à la sociologie survenus au cours des années 1880.

## 1883

### Livres
- Wilhelm Dilthey, Einleitung in die Geisteswissenschaften ("Introduction aux sciences de l'esprit")
- Francis Galton, Inquiries in Human Faculty and its Development
- Thomas Hill Green, Prolegomena to Ethics
- Ludwig Gumplowicz, Race Struggle
- Carl Menger, Investigations into the Method of the Social Sciences with Special Reference to Economics
- Henry Sidgwick, Principles of Political Economy
- William Sumner, What Social Classes Owe Each Other
- Lester Frank Ward, Dynamic Sociology

### En ligne
- Émile Durkheim,  Cours de philosophie dispensé au Lycée de Sens 1883-1884 (www.uqac.ca)

### Naissances
- Antonio Caso, philosophe et sociologue mexicain († 1946)
- Robert Harry Lowie, ethnologue américain († 1957)
- Yasuma Takada, sociologue japonais († 1972)

### Décès
- 14 mars : Karl Marx (° 5 mai 1818)